# Санта Тереза (Фиренца)
Санта Тереза је насеље у Италији у округу Фиренца, региону Тоскана.
Према процени из 2011. у насељу је живело 36 становника. Насеље се налази на надморској висини од 145 м.